# Tadeusz Kozłowski (dyrygent)
Tadeusz Kozłowski (ur. 11 grudnia 1948 w Łodzi) – polski dyrygent związany z Teatrem Wielkim w Łodzi.

## Życiorys
Absolwent Państwowej Wyższej Szkole Muzycznej w Warszawie w klasie dyrygentury symfoniczno-operowej Bogusława Madeya. W trakcie studiów podjął pracę w Teatrze Wielkim w Łodzi, gdzie pracował jako asystent dyrygenta, dyrygent, kierownik wokalny, dyrygent-szef orkiestry. w latach 1981–1987 pełnił funkcję dyrektora artystycznego Teatru Wielkiego w Łodzi, podczas której w 1985 wraz z zespołem teatru inaugurował działalność odrestaurowanego Teatro Vittorio Emanuele II w Messynie. W latach 1987–1992 pracował jako pierwszym dyrygent Macedońskiej Opery Narodowej i Macedońskiej Filharmonii Narodowej w Skopje oraz prowadził gościnne spektakle w Chorwackiej Operze Narodowej w Zagrzebiu.
Powróciwszy do Polski, pełnił funkcję dyrektora artystycznego Teatru Muzycznego w Łodzi (1996–1998). Następnie był dyrektorem artystycznym łódzkiego Teatru Wielkiego (1998–2000, 2004–2005), z przerwą na pełnienie funkcji dyrektora artystycznego Opery i Operetki w Krakowie (2000–2001). Od 2005 pracował jako pierwszy dyrygent Teatru Wielkiego w Łodzi, a od października 2008, także jako kierownik muzyczny oraz do lipca 2011 – zastępcy dyrektora ds. muzycznych. W latach 2009–2011 był jednocześnie dyrektorem muzycznym Opery Narodowej w Warszawie.
W swoim repertuarze ma ponad sto trzydzieści pozycji operowych, baletowych i operetkowych oraz poprowadził ponad 3 tys. spektakli oraz koncertów. Był autorem ponad 50 premier dla Teatru Wielkiego w Łodzi, w tym prapramier polskich: „Echnaton” Philipa Glassa, „Dialogi karmelitanek” Francisa Poulenca, „Gajane” Arama Chaczaturiana, „Adriana Lecouvreur” Francesca Cilei i „Kandyd” Leonarda Bernsteina. Występował gościnnie w krajach Europy i w Chinach.

## Wyróżnienia
- Brązowy Medal Zasłużony Kulturze „Gloria Artis”;
- „Maska Masek” – nadzwyczajna Złota Maska, przyznana podczas jubileuszu 40-lecia Teatru Wielkiego w Łodzi za pięćdziesiąt realizacji w tym teatrze[1];
- Odznaka „Za Zasługi dla Miasta Łodzi” (2024)[2].